# Byrsonima poeppigiana
Byrsonima poeppigiana är en tvåhjärtbladig växtart som beskrevs av Adrien Henri Laurent de Jussieu. Byrsonima poeppigiana ingår i släktet Byrsonima och familjen Malpighiaceae. Utöver nominatformen finns också underarten B. p. velutina.